# Mekki Ben Azzouz
Pour les articles homonymes, voir Azzouz.
Mekki Ben Azzouz, de son nom complet Mekki Ben Kamal Ben Azzouz, assassiné le 20 mai 1956 à Tunis, est un journaliste et homme politique tunisien.

## Origines familiales
Il est le descendant d'une famille d'oulémas et son arrière-grand-père, Mustapha Ben Azzouz, était un marabout d'origine algérienne qui fonda une zaouïa dans le Jérid pour les adeptes de la confrérie des Rahmania.
En 1880, son grand-père Mohamed Mekki Ben Azzouz (ar) est nommé mufti à Nefta par le grand vizir Mustapha Ben Ismaïl. Cependant, il ne rejoint pas son poste jusqu'en 1885 où il est nommé mufti avec un grade supérieur (deuxième mufti). Il se rend finalement à Nefta mais démissionne rapidement en prétextant l'éloignement du lieu. Sa démission n'ayant pas été acceptée, il demande l'autorisation de pouvoir parcourir les tribus pour recevoir des offrandes pour sa confrérie. C'est dans ce contexte qu'il débute la lutte contre le protectorat, lavant ainsi l'honneur de sa famille, son père ayant livré Ali Ben Ghedhahem à Sadok Bey lors de la révolte de 1864. En 1888, Mohamed Mekki Ben Azzouz est finalement révoqué de son poste en raison de ses activités clandestines.
En 1896, il entame un voyage à travers l'Algérie afin de recueillir officiellement des dons pour sa zaouïa. En réalité, il s'installe sur place avant de partir pour Istanbul où il voyage dès 1900. Dans le même temps, un compagnon, El Mezkour Sadok, revient en Tunisie en 1898 et commence la publication de journaux clandestins. Dans une lettre adressée au résident général de France en Tunisie Gabriel Alapetite, le 15 janvier 1908, le ministre français des Affaires étrangères Stephen Pichon l'appelle à porter son attention sur cet ouléma influent qui s'était mis en relation avec plusieurs personnalités de Tunis ainsi qu'avec des milieux panislamistes en Turquie qui l'encourage à mener une campagne contre le protectorat au sein de sa zaouïa.

## Biographie

### Journaliste
Mekki Ben Azzouz fait publier deux hebdomadaires au début des années 1950 : L'Afrique du Nord (arabe : افريقيا الشمالية), entre 1949 et 1952 (76 numéros parus), et Le Musulman (المسلم), à partir de 1953 (nombre de numéros indéterminé).

### Homme politique
En 1952, Mekki Ben Kamal Ben Azzouz fonde et préside le Parti nationaliste tunisien (الحزب الوطني التونسي).
Il critique les partis nationalistes, accusés d'être extrémistes, et préconise le dialogue avec la France dont il loue les bienfaits, ce qui lui attire les foudres des journaux tunisiens qui l'accusent d'être un agent d'Edgar Faure.